# Heloísa Rosa
Heloísa Rosa Grubert (Belo Horizonte, 24 de noviembre de 1982) es una cantante cristiana brasileña. Posee cuatro álbumes de estudio y diversas participaciones con diversos grupos y cantantes cristianos, entre ellos David Quinlan y el Pr. Antônio Cirilo. Está casada con Marcos Grubert y actualmente vive en Curitiba, Paraná.

## Trayectoria
- En 2004, grabó su primer CD, titulado Liberta-me, compuesta por 12 canciones. Como dice el nombre del disco, el trabajo discográfica enfatiza la liberación.
- En 2006 grabó el disco "Andando na Luz", donde escribió 10 canciones. La temática del disco es sobre vivir en la verdad en la vida cristiana.
- En 2008 pasó a ser integrante de la compañía discográfica Graça Music.

- Datos: Q10294587
- Multimedia: Heloísa Rosa / Q10294587